# Karim Soltani
Karim Soltani (in arabo كريم سلطاني‎?; Brest, 29 agosto 1984) è un ex calciatore francese naturalizzato algerino, di ruolo centrocampista o attaccante.